# Marcela Pittermannová
Marcela Pittermannová rozená Šimáčková (* 3. března 1933 Písek) je česká filmová dramaturgyně a překladatelka. Pracovala také jako vedoucí tvůrčí skupiny pro děti a mládež ve Filmovém studiu Barrandov. Za svou práci byla v říjnu 2022 oceněna Cenou Ministerstva kultury za přínos v oblasti kinematografie a audiovize a březnu 2023 pak Českým lvem za Mimořádný přínos české kinematografii.

## Život
Po maturitě v roce 1951 na gymnáziu v Českých Budějovicích vystudovala  ruštinu a češtinu na Filozofické fakultě Univerzity Karlovy v Praze a v 60. letech si své vzdělání doplnila ještě o dvouletým postgraduálním studiem estetiky. V letech 1956–1961 působila jako lektorka v Ústřední škole ROH. Počátkem 60. let nastoupila jako dramaturgyně do Filmového studia Barrandov. V roce 1984 byla pověřena vedením tvůrčí skupiny pro děti a mládež. Ve Filmovém studiu Barrandov pracovala až do roku 1991, kdy byl po privatizaci studia její pracovní poměr zrušen, a proto odešla do penze. I poté dramaturgicky spolupracovala s nezávislými producenty. Pokračovala i v překladatelské práci a natáčela pamětnické rozhovory pro Národní filmový archiv.
V roce 1998 získala na Zlín Film Festivalu ocenění Zlatý střevíček za mimořádný přínos kinematografii pro děti a mládež.

## Dílo
Do Filmového studia na Barrandově nastoupila v období nástupu tzv. Československé nové vlny, kde se pod vedením spisovatele a scenáristy Jana Procházky specializovala zejména na filmovou tvorbu pro děti a mládež. Spolupodílela se na rozkvětu československé kinematografie v 60. letech 20. století. V 70. a 80. letech patřila k zaměstnancům studia, kteří navzdory politickému tlaku pomohli udržet kvalitu české dětské tvorby, jež postupně získávala věhlas také v zahraničí. Za svůj profesní život napomohla zrodu desítek ceněných filmů a několika televizních seriálů.

### Filmy a seriály
- 2021: Mazel a tajemství lesa – dramaturgie
- 2019: TvMiniUni: Zloděj otázek – dramaturgie
- 2018: Čertí brko – dramaturgie
- 2017: Křižáček – dramaturgie
- 2013: Hořící keř – dramaturgie
- 2008: Nejkrásnější hádanka – dramaturgie
- 2001: Kruh – dramaturgie
- 2001: Z pekla štěstí 2 – dramaturgie
- 2000: Princezna ze mlejna 2 – dramaturgie
- 2000: Hurá na medvěda! – dramaturgie
- 1999: Z pekla štěstí – dramaturgie
- 1996: Zapomenuté světlo – dramaturgie
- 1995: Artuš, Merlin a Prchlíci – dramaturgie
- 1994: Princezna ze mlejna – dramaturgie
- 1994: Potkal jsem ho v zoo – dramaturgie
- 1990: O zapomnětlivém černokněžníkovi – dramaturgie
- 1990: Čarodějky z předměstí – vedoucí tvůrčí skupiny
- 1990: Útěk s Cézarem – vedoucí tvůrčí skupiny
- 1989: Můj přítel d’Artagnan – vedoucí tvůrčí skupiny
- 1989: Bizon – vedoucí tvůrčí skupiny
- 1989: Království za kytaru – vedoucí tvůrčí skupiny
- 1989: Jestřábí moudrost – vedoucí tvůrčí skupiny
- 1989: Dynamit – vedoucí tvůrčí skupiny
- 1989: Blázni a děvčátka – vedoucí tvůrčí skupiny
- 1988: Nefňukej, veverko! – dramaturgie, vedoucí tvůrčí skupiny
- 1988: Pražské tajemství – vedoucí tvůrčí skupiny
- 1988: Veverka a kouzelná mušle – vedoucí tvůrčí skupiny
- 1988: Uf-oni jsou tady – vedoucí tvůrčí skupiny
- 1988: Pan Tau – vedoucí tvůrčí skupiny
- 1988: Horká kaše – vedoucí tvůrčí skupiny
- 1988: Dotyky – vedoucí tvůrčí skupiny
- 1987: Moře začíná za vsí – vedoucí tvůrčí skupiny
- 1987: Náhodou je príma! – vedoucí tvůrčí skupiny
- 1987: O zatoulané princezně – vedoucí tvůrčí skupiny
- 1987: Páni Edisoni – vedoucí tvůrčí skupiny
- 1987: Kam, pánové, kam jdete? – vedoucí tvůrčí skupiny
- 1987: O princezně Jasněnce a létajícím ševci – vedoucí tvůrčí skupiny
- 1986: Kdo se bojí, utíká – dramaturgie, vedoucí tvůrčí skupiny
- 1986: Veselé Vánoce přejí chobotnice – vedoucí tvůrčí skupiny
- 1986: Chobotnice z II. patra – vedoucí tvůrčí skupiny
- 1986: Bloudění orientačního běžce – vedoucí tvůrčí skupiny
- 1986: Vlčí bouda – vedoucí tvůrčí skupiny
- 1986: Hry pro mírně pokročilé – vedoucí tvůrčí skupiny
- 1986: Kam doskáče ranní ptáče – vedoucí tvůrčí skupiny
- 1985: Hledám dům holubí – dramaturgie
- 1985: Pohádka o Malíčkovi – vedoucí tvůrčí skupiny
- 1985: Mezek – vedoucí tvůrčí skupiny
- 1984: S čerty nejsou žerty – dramaturgie, vedoucí tvůrčí skupiny
- 1984: Rumburak – dramaturgie
- 1984: Kukačka v temném lese – vedoucí tvůrčí skupiny
- 1984: Vyhrávat potichu – vedoucí tvůrčí skupiny
- 1983: Lucie, postrach ulice – dramaturgie
- 1983: Bota jménem Melichar – dramaturgie
- 1983: ...a zase ta Lucie! – dramaturgie
- 1983: Dva kluci v palbě – dramaturgie
- 1982: Třetí princ – dramaturgie
- 1982: Mrkáček Čiko – dramaturgie
- 1982: Kouzelné dobrodružství – dramaturgie
- 1982: Malinový koktejl – dramaturgie
- 1982: Poslední propadne peklu – dramaturgie
- 1982: Pohádka o putování – dramaturgie
- 1981: Zakázaný výlet – dramaturgie
- 1981: Monstrum z galaxie Arkana – dramaturgie
- 1981: Divoký koník Ryn – dramaturgie
- 1980: Prázdniny pro psa – dramaturgie
- 1980: Krakonoš a lyžníci – dramaturgie
- 1979: Julek – dramaturgie
- 1979: Brontosaurus – dramaturgie
- 1978: Tajemství Ocelového města – dramaturgie
- 1978: Panna a netvor – dramaturgie
- 1978: Nechci nic slyšet – dramaturgie
- 1978: Kočičí princ – dramaturgie
- 1978: Leť, ptáku leť! – dramaturgie
- 1978: Deváté srdce – dramaturgie
- 1978: Čekání na déšť – dramaturgie
- 1977: Jak se točí Rozmarýny – dramaturgie
- 1977: Jak se budí princezny – dramaturgie
- 1976: Odysseus a hvězdy – dramaturgie
- 1976: Malá mořská víla – dramaturgie
- 1976: Jakub – dramaturgie
- 1975: Borisek malý seržant – dramaturgie
- 1975: Páni kluci – dramaturgie
- 1975: Anna, sestra Jany – dramaturgie
- 1974: Kvočny a Král – dramaturgie
- 1974: Velké trápení – dramaturgie
- 1974: Robinsonka – dramaturgie
- 1974: Dobrodružství s Blasiem – dramaturgie
- 1973: Údolí krásných žab – dramaturgie
- 1973: Tři oříšky pro Popelku – dramaturgie
- 1973: Přijela k nám pouť  – dramaturgie
- 1973: Adam a Otka – dramaturgie
- 1972: Pan Tau to zařídí – dramaturgie
- 1972: Pan Tau v cirkusu – dramaturgie
- 1972: Hledá se pan Tau – dramaturgie
- 1972: Pan Tau a tisíc kouzel – dramaturgie
- 1972: O Sněhurce – dramaturgie
- 1972: Pan Tau a cesta kolem světa – dramaturgie
- 1972: Vlak do stanice Nebe – dramaturgie
- 1972: 6 medvědů s Cibulkou – dramaturgie
- 1971: Panter čeká v 17:30 – dramaturgie
- 1971: Karlovarští poníci – dramaturgie
- 1971: Dívka na koštěti – dramaturgie
- 1971: Pan Tau a taxikář – dramaturgie
- 1970: Pan Tau a Claudie – dramaturgie
- 1970: Pan Tau a neděle – dramaturgie
- 1970: Pan Tau na horách – dramaturgie
- 1970: Pan Tau přichází – dramaturgie
- 1970: Pan Tau naděluje – dramaturgie
- 1970: Lucie a zázraky – dramaturgie
- 1970: Jsem nebe – dramaturgie
- 1970: Lišáci – Myšáci a Šibeničák – dramaturgie
- 1969: Pan Tau jde do školy – dramaturgie
- 1969: Pan Tau a samá voda – dramaturgie
- 1969: Tony, tobě přeskočilo – dramaturgie
- 1968: Červená kůlna – dramaturgie
- 1967: Pět holek na krku – dramaturgie
- 1967: Malé letní blues – dramaturgie
- 1966: Dědeček, Kyliján a já – dramaturgie
- 1966: U telefonu Martin – dramaturgie
- 1966: Martin a devět bláznů – dramaturgie
- 1966: Martin a červené sklíčko – dramaturgie
- 1965: Káťa a krokodýl – dramaturgie
- 1965: Ztracená tvář – dramaturgie
- 1965: Volejte Martina – dramaturgie
- 1964: Kapr – dramaturgie
- 1964: Podvodnice – dramaturgie
- 1964: Magdalena – dramaturgie
- 1964: Za pět minut sedm – dramaturgie
- 1964: Táto sežeň štěně – dramaturgie[7]